# Scheffersomyces spartinae
Scheffersomyces spartinae är en svampart som först beskrevs av Ahearn, Yarrow & Meyers, och fick sitt nu gällande namn av Kurtzman & M. Suzuki 20 10. Scheffersomyces spartinae ingår i släktet Scheffersomyces och familjen Debaryomycetaceae.   Inga underarter finns listade i Catalogue of Life.